# Fi (personaje)
Fi o Fay es un personaje ficticio en la serie The Legend of Zelda y aparece en The Legend of Zelda: Skyward Sword.

## Concepto y creación
Fay es un espíritu que reside dentro de una espada llamada la Espada Diosa, que finalmente se convirtió en la Espada Maestra. Fue vista por primera vez en el arte promocional de The Legend of Zelda: Skyward Sword junto a Link. Su función originalmente era diferente a la del juego final. Los diseñadores crearon Fay para servir como contraparte de un protagonista silencioso con el fin de proporcionar pistas, navegar y contar historias.

## Aspectos
Fay aparece en The Legend of Zelda: Skyward Sword. Ella lleva al protagonista Link a una estatua de la diosa Hylia con la intención de conducirlo a la Espada diosa, que ella pretende que la use para derrotar al villano Demise. Ella continúa guiándolo a varios escenarios para lograr esto, donde la Espada Diosa se actualiza en la Espada Maestra. Se revela que Fay fue creado para ayudar al héroe elegido, y Link más tarde tiene que poner a Fay en un sueño eterno después de que su aventura está en su final.
Aunque Fay no aparece en The Legend of Zelda: Breath of the Wild, su personaje es fuertemente aludido en varias escenas, incluyendo tocar el efecto de sonido que se reproduce cuando habla, aunque no se confirma si se refieren intencionalmente a Fay o no.

## Recepción
Desde que se reveló, Fay ha sido recibido con recepción mayoritariamente mixta a negativa. En un avance de Skyward Sword, Audrey Drake de IGN encontró que era un "cambio de ritmo divertido" en comparación con Navi y Midna, otros dos personajes acompañantes de la serie The Legend of Zelda. Encontró su forma de hablar sin emociones "entrañable". Richard George, colaborador de IGN, consideró que era un buen alivio cómico debido a su falta de comprensión de las emociones humanas. Sebastian Haley de Venture Beat también la disfrutó, encontrándola como el mejor aspecto de Skyward Sword. Sintió que era menos molesta que los personajes compañeros anteriores y que su diálogo ayudó a llenar el vacío dejado por Link siendo un protagonista silencioso. El personal de Game Informer criticó a Fay por dañar el ritmo de Skyward Sword y la criticó por no dejar que los jugadores averiguaran las cosas por sí mismos. David Roberts de GamesRadar+ se refirió a ella como la "molestia perpetua" de Skyward Sword, mientras que su compañero colaborador de GamesRadar+ Anthony John Agnello señaló que la capacidad de omitir los tutoriales de Fay habría sido vista como una mejora drástica para el juego. Chris Carter de Destructoid la criticó, señalando que su diseño y papel en Skyward Sword eran buenos, pero agregó que no podía soportar que interrumpiera el juego tanto como ella. Sintió que sus tutoriales eran potencialmente dañinos para las mazmorras de Skyward Sword. Keza MacDonald de IGN expresó su agradecimiento por cómo The Legend of Zelda: A Link Between Worlds carece de personajes como Fay que no interrumpen el juego y le dicen a los jugadores qué hacer. A pesar de encontrar sus interrupciones molestas, Chris Schilling de Vice sintió que la capacidad de ignorar algunos de los tutoriales lo hizo mejor de lo que parecía. Agregó que su partida fue uno de los momentos más tristes de la serie, un sentimiento en el que Griffin Vacheron de Game Revolution se sintió de manera similar. Jess Joho de Killscreen comparó negativamente a Fay con el personaje Turing de Read Only Memories, criticando a Fay como un "contenedor de información" y afirmando que estaba casi "rompiendo el juego" debido a esto. John Teti de Gameological criticó a Fay como parte de una iniciativa de Nintendo para "condescendiente y sobre-explicar" a los jugadores. Ben "Yahtzee" Croshaw de Puntuación Cero fue muy crítico con Fay, llegando a decir, "además de un tejón nervioso y enfurecido que señala objetos importantes de búsqueda al romperles el viento, no puedo imaginarme un asistente peor".